# Формализм Джонса
Формализм Джонса — математический аппарат для анализа поляризации световой волны, в котором поляризация задается так называемыми векторами Джонса, а линейные оптические элементы — матрицами Джонса. Формализм предложил 1941 Роберт Кларк Джонс. Формализм Джонса применим для полностью поляризованного света, для неполяризованного или частично поляризованного света нужно использовать формализм Мюллера.

## Вектор Джонса
Вектор Джонса описывает поляризацию света в пустоте или другой однородной изотропной среде при отсутствии поглощения, там где свет можно описать поперечной электромагнитной волной. Пусть плоская волна распространяется в положительном направлении вдоль оси z и имеет циклическую частоту ω и волновой вектор k = (0,0,k), где волновое число k = ω/c. Тогда электрическое и магнитное поля (E и H) ортогональных к k в каждой точке; то есть лежат в плоскости, поперечной относительно направления движения. Более того, H определяется с E поворотом на 90 градусов и умножением на определённый коэффициент, зависящий от системы единиц и волнового импеданса среды. Поэтому при изучении поляризации достаточно сосредоточиться на E. Комплексная амплитуда E записывается
{\displaystyle {\begin{pmatrix}E_{x}(t)\\E_{y}(t)\\0\end{pmatrix}}={\begin{pmatrix}E_{0x}e^{i(kz-\omega t+\phi _{x})}\\E_{0y}e^{i(kz-\omega t+\phi _{y})}\\0\end{pmatrix}}={\begin{pmatrix}E_{0x}e^{i\phi _{x}}\\E_{0y}e^{i\phi _{y}}\\0\end{pmatrix}}e^{i(kz-\omega t)}}.
Физическое значение E определяется действительной частью этого вектора, а комплексный множитель описывает фазу волны.
Тогда вектор Джонса определяется как:
{\displaystyle {\begin{pmatrix}E_{0x}e^{i\phi _{x}}\\E_{0y}e^{i\phi _{y}}\end{pmatrix}}\;.}
Итак, вектор Джонса сохраняет информацию об амплитуде и фазе x и y компонент поля.
Сумма квадратов абсолютных значений двух компонент вектора Джонса пропорциональна интенсивности света. Обычно её нормируют на единицу в той точке, откуда начинается расчёт. Обычно также предполагается, что первая компонента вектора Джонса является действительным числом. В этом случае отбрасывается информация о совместной фазе, которая, впрочем, необходима для расчёта интерференции с другими пучками.
Векторы и матрицы Джонса обозначаются так, что фаза волны задается {\displaystyle \phi =kz-\omega t}. При таком определении увеличению {\displaystyle \phi _{x}} (или {\displaystyle \phi _{y}}) соответствует отставание по фазе, а уменьшению — опережение. Например, компонента вектора Джонса {\displaystyle i} ({\displaystyle =e^{i\pi /2}}) указывает на отставание на {\displaystyle \pi /2} (или 90 градусов) по сравнению с 1. Применяется и другая конвенция ({\displaystyle \phi =\omega t-kz}), поэтому читателю следует быть внимательным.
Следующая таблица содержит 6 популярных примеров вектора Джонса:
| Поляризация света                                                                        | Вектор Джонса                                                             | Типовое кет-обозначение                                                      |
| Линейно поляризованный по x привычное название — горизонтальная                          | {\displaystyle {\begin{pmatrix}1\\0\end{pmatrix}}}                        | {\displaystyle \|H\rangle }                                                  |
| Линейно поляризованный по y привычное название — вертикальная                            | {\displaystyle {\begin{pmatrix}0\\1\end{pmatrix}}}                        | {\displaystyle \|V\rangle }                                                  |
| Линейно поляризованный под углом 45° к оси x привычное название — диагональная L+45      | {\displaystyle {\frac {1}{\sqrt {2}}}{\begin{pmatrix}1\\1\end{pmatrix}}}  | {\displaystyle \|D\rangle ={\frac {1}{\sqrt {2}}}(\|H\rangle +\|V\rangle )}  |
| Линейно поляризованный под углом −45° к оси x привычное название — антидиагональная L-45 | {\displaystyle {\frac {1}{\sqrt {2}}}{\begin{pmatrix}1\\-1\end{pmatrix}}} | {\displaystyle \|A\rangle ={\frac {1}{\sqrt {2}}}(\|H\rangle -\|V\rangle )}  |
| Круговая поляризация по часовой стрелке привычное название — RCP или RHCP                | {\displaystyle {\frac {1}{\sqrt {2}}}{\begin{pmatrix}1\\-i\end{pmatrix}}} | {\displaystyle \|R\rangle ={\frac {1}{\sqrt {2}}}(\|H\rangle -i\|V\rangle )} |
| Круговая поляризация против часовой стрелки привычное название — LCP или LHCP            | {\displaystyle {\frac {1}{\sqrt {2}}}{\begin{pmatrix}1\\+i\end{pmatrix}}} | {\displaystyle \|L\rangle ={\frac {1}{\sqrt {2}}}(\|H\rangle +i\|V\rangle )} |

В общем случае любой вектор можно записать в кет-нотации как {\displaystyle |\psi \rangle }. Применяя сферу Пуанкаре (известную также как сфера Блоха), базовые кет-векторы ({\displaystyle |0\rangle } и {\displaystyle |1\rangle }) должны обозначать противоположные кет-векторы из перечисленных пар. Например, можно обозначить {\displaystyle |0\rangle } = {\displaystyle |H\rangle } и {\displaystyle |1\rangle } = {\displaystyle |V\rangle }. Выбор здесь произвольный. Противоположные пары:
- {\displaystyle |H\rangle } и {\displaystyle |V\rangle }
- {\displaystyle |D\rangle } и {\displaystyle |A\rangle }
- {\displaystyle |R\rangle } и {\displaystyle |L\rangle }

Любую поляризацию, не совпадающую с {\displaystyle |R\rangle } или {\displaystyle |L\rangle } и не принадлежащую кругу, проходящему через {\displaystyle |H\rangle ,|D\rangle ,|V\rangle ,|A\rangle }, называют эллиптической.

## Матрицы Джонса
Матрицами Джонса называют операторы, действующие на векторы Джонса. Их определяют для различных оптических элементов: линз, делителей пучков, зеркал и так далее. Каждая матрица является проекцией на одномерное комплексное пространство векторов Джонса. В следующей таблице приведены примеры матриц Джонса для поляризаторов:
| Оптический элемент                                                      | Матрица Джонса                                                               |
| Линейный [[]]поляризатор с горизонтальной осью пропускания              | {\displaystyle {\begin{pmatrix}1&0\\0&0\end{pmatrix}}}                       |
| Линейный поляризатор с вертикальной осью пропускания                    | {\displaystyle {\begin{pmatrix}0&0\\0&1\end{pmatrix}}}                       |
| Линейный поляризатор с осью пропускания под углом ±45° к горизонтальной | {\displaystyle {\frac {1}{2}}{\begin{pmatrix}1&\pm 1\\\pm 1&1\end{pmatrix}}} |
| Правозакрученный круговой поляризатор                                   | {\displaystyle {\frac {1}{2}}{\begin{pmatrix}1&i\\-i&1\end{pmatrix}}}        |
| Левозакрученный круговой поляризатор                                    | {\displaystyle {\frac {1}{2}}{\begin{pmatrix}1&-i\\i&1\end{pmatrix}}}        |

## Манипулирование фазой
Фазовые преобразователи вносят изменение в разность фаз между вертикальной и горизонтальной поляризациями, управляя так поляризацией пучка. Обычно их изготавливают из одноосных кристаллов с двойным лучепреломлением, таких как кальцит, MgF 2 или кварц . Одноосные кристаллы имеют одну из кристаллических осей, отличную от двух других (то есть, ni ≠ nj = nk). Эту ось называют необычным или оптической. Оптическая ось может быть быстрой или медленной, в зависимости от кристалла. Свет распространяется с высокой фазовой скоростью вдоль оси с наименьшим показателем преломления, и эту ось называют быстрой. Аналогично, ось с наибольшим показателем преломления называется медленной. "Негативные" одноосные кристаллы (например, кальцит CaCO 3, сапфир Al2O3) имеют ne <no, поэтому для этих кристаллов необычная (оптическое) ось является быстрой, тогда как "положительные" одноосные кристаллы (например, кварц SiO2, фторид магния MgF2, рутил TiO2) имеют ne>no, и необычная ось у них медленная.
Преобразователь фазы с быстрой осью, совпадающей с осями x или y, имеет нулевые недиагональные члены, а потому его можно отобразить матрицей
{\displaystyle {\begin{pmatrix}e^{i\phi _{x}}&0\\0&e^{i\phi _{y}}\end{pmatrix}}}
где {\displaystyle \phi _{x}} и {\displaystyle \phi _{y}} — фазы электрического поля в направлениях x и y, соответственно. В этих обозначениях {\displaystyle \phi =kz-\omega t} задает относительную фазу между двумя волнами как  {\displaystyle \epsilon =\phi _{y}-\phi _{x}}.  Тогда положительное значение {\displaystyle \epsilon } (то есть {\displaystyle \phi _{y}} > {\displaystyle \phi _{x}}) означает, что {\displaystyle E_{y}}  не будет иметь то же значение, что {\displaystyle E_{x}} еще некоторое время, то есть {\displaystyle E_{x}} впереди {\displaystyle E_{y}}. Аналогично, если {\displaystyle \epsilon <0}, то {\displaystyle E_{y}} опережает {\displaystyle E_{x}}. Например, если быстрая ось четвертьволновой пластинки горизонтальная, то фазовая скорость горизонтальной поляризации будет опережать фазовую скорость вертикальной поляризации, то есть {\displaystyle E_{x}} впереди {\displaystyle E_{y}}. Если {\displaystyle \phi _{x}<\phi _{y}},  что для четвертьволнового пластинки дает {\displaystyle \phi _{y}=\phi _{x}+\pi /2}.
Альтернативное обозначение для фазы:: {\displaystyle \phi =\omega t-kz}, определяет относительную фазу как {\displaystyle \epsilon =\phi _{x}-\phi _{y}}. Тогда {\displaystyle \epsilon >0} означает, что {\displaystyle E_{y}} еще некоторое время не будет того же значения, {\displaystyle E_{x}}, тогда  {\displaystyle E_{x}} опережает {\displaystyle E_{y}}.
| Элемент                                                                                          | Матрица Джонса |
| ------------------------------------------------------------------------------------------------ | --- |
| Четвертьволновая пластинка с вертикальной быстрой осью                                           | {\displaystyle e^{i\pi /4}{\begin{pmatrix}1&0\\0&-i\end{pmatrix}}} |
| Четвертьволновая пластинка с горизонтальной быстрой осью                                         | {\displaystyle e^{i\pi /4}{\begin{pmatrix}1&0\\0&i\end{pmatrix}}} |
| Четвертьволновая пластинка с быстрой осью под углом {\displaystyle \theta } к горизонтальной оси | {\displaystyle e^{-i\pi /4}{\begin{pmatrix}\cos ^{2}\theta +i\sin ^{2}\theta &(1-i)\sin \theta \cos \theta \\(1-i)\sin \theta \cos \theta &\sin ^{2}\theta +i\cos ^{2}\theta \end{pmatrix}}} |
| Полуволновая пластинка с быстрой осью под углом {\displaystyle \theta } к горизонтальной оси     | {\displaystyle e^{-i\pi /2}{\begin{pmatrix}\cos 2\theta &\sin 2\theta \\\sin 2\theta &-\cos 2\theta \end{pmatrix}}} |
| Произвольный материал с двойным преломлением (как фазовый преобразователь)                       | {\displaystyle {\begin{pmatrix}e^{i\eta /2}\cos ^{2}\theta +e^{-i\eta /2}\sin ^{2}\theta &(e^{i\eta /2}-e^{-i\eta /2})e^{-i\phi }\cos \theta \sin \theta \\(e^{i\eta /2}-e^{-i\eta /2})e^{i\phi }\cos \theta \sin \theta &e^{i\eta /2}\sin ^{2}\theta +e^{-i\eta /2}\cos ^{2}\theta \end{pmatrix}}} |